# Cục Tổ chức Trung ương Đảng Cộng sản Nga khóa VIII (1919–1920)
Cục Tổ chức Trung ương Đảng Cộng sản Nga khóa VIII được bầu tại Hội nghị Trung ương lần thứ nhất của Ban chấp hành Trung ương Đảng Cộng sản Nga (Bolsheviks) khóa VIII được tổ chức ngày 25/3/1919.

## Ủy viên chính thức
| Ủy viên chính thức | Ủy viên chính thức                | Ủy viên chính thức | Ủy viên chính thức | Ủy viên chính thức | Ủy viên chính thức |
| STT                | Họ tên (sinh-mất)                 | Chức vụ            | Chức vụ            | Chức vụ | Ghi chú            |
| STT                | Họ tên (sinh-mất)                 | Nhiệm kỳ           | Nhiệm kỳ           | Chức vụ kiêm nhiệm | Ghi chú            |
| ------------------ | --------------------------------- | ------------------ | ------------------ | --- | ------------------ |
| 1                  | Alexander Beloborodov (1891–1938) | 25/3/1919          | 11/10/1919         | Ủy viên Trung ương Đảng Cộng sản Nga Phó tổng cục trưởng Tổng cục Chính trị Hội đồng Quân sự Cách mạng Cộng hòa toàn Nga               | Xin rút khỏi Cục   |
| 2                  | Nikolay Krestinsky (1883–1938)    | 25/3/1919          | 5/4/1920           | Ủy viên Bộ chính trị Đảng Cộng sản Nga Bí thư Trung ương Đảng Cộng sản Nga Ủy viên Dân ủy Tài chính Nga Xô                             |                    |
| 3                  | Leonid Serebryakov (1890–1937)    | 25/3/1919          | 5/4/1920           | Ủy viên Trung ương Đảng Cộng sản Nga Bí thư Đoàn Chủ tịch Ủy ban Chấp hành Trung ương Đại hội Xô Viết Toàn Nga                         |                    |
| 4                  | Joseph Stalin (1878–1953)         | 25/3/1919          | 5/4/1920           | Ủy viên Trung ương Đảng Cộng sản Nga Ủy viên Dân ủy Dân tộc Nga Xô                                                                     |                    |
| 5                  | Elena Stasova (1873–1966)         | 25/3/1919          | 5/4/1920           | Chủ nhiệm Ban Bí thư Trung ương Đảng Cộng sản Nga Ủy viên dự khuyết Bộ Chính trị Đảng Cộng sản Nga Bí thư Trung ương Đảng Cộng sản Nga |                    |
| 6                  | Felix Dzerzhinsky (1877–1926)     | 13/8/1919          | 5/4/1920           | Ủy viên Trung ương Đảng Cộng sản Nga Ủy viên Dân ủy Nội vụ Nga Xô                                                                      |                    |
| 7                  | Lev Kamenev (1883–1936)           | 13/8/1919          | 5/4/1920           | Ủy viên Bộ chính trị Đảng Cộng sản Nga Chủ tịch Ủy ban Chấp hành Xô Viết Tỉnh Moskva và Đại biểu Hồng quân công nhân                   |                    |
| 8                  | Christian Rakovsky (1873–1941)    | 11/10/1919         | 5/4/1920           | Ủy Ủy viên Trung ương Đảng Cộng sản Nga Chủ tịch Chính phủ lâm thời công nông Ukraine                                                  |                    |
| 9                  | Leon Trotsky (1883–1940)          | 8/11/1919          | 5/4/1920           | Ủy viên Bộ chính trị Đảng Cộng sản Nga Ủy viên Dân ủy Quân sự và Hải quân Nga Xô                                                       |                    |
| 10                 | Mikhail Kalinin (1875–1946)       | 29/11/1919         | 5/4/1920           | Ủy viên Bộ chính trị Đảng Cộng sản Nga Chủ tịch Ủy ban Chấp hành Trung ương Đại hội Xô Viết Toàn Nga                                   |                    |

## Ủy viên dự khuyết
| Ủy viên dự khuyết | Ủy viên dự khuyết          | Ủy viên dự khuyết | Ủy viên dự khuyết | Ủy viên dự khuyết                    | Ủy viên dự khuyết |
| STT               | Họ tên (sinh-mất)          | Chức vụ           | Chức vụ           | Chức vụ                              | Ghi chú           |
| STT               | Họ tên (sinh-mất)          | Nhiệm kỳ          | Nhiệm kỳ          | Chức vụ kiêm nhiệm                   | Ghi chú           |
| ----------------- | -------------------------- | ----------------- | ----------------- | ------------------------------------ | ----------------- |
| 1                 | Matvei Muranov (1873–1959) | 29/11/1919        | 5/4/1920          | Ủy viên Trung ương Đảng Cộng sản Nga |                   |